# Rijksbeschermd gezicht Schoonhoven
Gezicht Schoonhoven is een van rijkswege beschermd stadsgezicht in Schoonhoven in de gemeente Krimpenerwaard in de Nederlandse provincie Zuid-Holland. Het gebied werd op 29 juli 1974 definitief aangewezen. Het beschermd gezicht beslaat een oppervlakte van 40,2 hectare.
Panden die binnen een beschermd gezicht vallen krijgen niet automatisch de status van beschermd monument. Wel zal de gemeente het bestemmingsplan aanpassen om nieuwe ontwikkelingen in het gebied te reguleren. De gezichtsbescherming richt zich op de stedenbouwkundige en cultuurhistorische waardering van een gebied en wil het toekomstig functioneren daarvan veiligstellen.

## Beschermde gezichten in de Krimpenerwaard
Naast het Gezicht Schoonhoven zijn in de gemeente Krimpenerwaard vier andere beschermde gezichten aanwezig, namelijk:
- Rijksbeschermd gezicht Haastrecht
- Rijksbeschermd gezicht Vlist
- Rijksbeschermd gezicht Vlist Uitbreiding (Bonrepas)
- Gemeentelijk beschermd gezicht Lekkerkerk